# Agni, Karnataka
Agni là một làng panchayat  ở phía nam bang Karnataka, Ấn Độ.   Về mặt hành chính, Agni trực thuộc Shorapur Taluka của huyện Yadgir ở Karnataka. Làng Agni cách 1,5 km đường bộ về phía tây của làng Agthirth và 14 km về phía bắc của làng Hunasagi. Đầu tàu gần nhất là ở Yadgir.
Có tám ngôi làng trong gam panchayat: Agni, Agthirth, Amlihal, Badlapur-Becharak, Bendartalhalli, Handral, Huvinhalli và Karibhavi.